# 28ª Squadriglia
La 28ª Squadriglia del Servizio Aeronautico del Regio Esercito dall'aprile 1916 vola dal campo di Chiasiellis con aerei Farman.

## Storia

### Prima guerra mondiale
Il 15 aprile 1916 nel cambio dei nomi di tutte le squadriglie l'11ª Squadriglia da ricognizione e combattimento del I Gruppo di Chiasiellis del Capitano Enrico Amour diventa 28ª Squadriglia con 6 Farman 14, altri 3 piloti, 4 osservatori ed un mitragliere. 
Il 20 aprile il Tenente osservatore Giovanni Pirelli (figlio di Giovanni Battista, fondatore dell'impresa omonima) passa alla 35ª Squadriglia.
Il 24 aprile si sposta al Campo di aviazione di Villaverla nel III Gruppo (poi 3º Gruppo caccia terrestre) per la 1ª Armata (Regio Esercito) ed il 7 maggio 4 aerei bombardano accampamenti a Mattarello.
Alla fine di maggio va al campo di Nove di Bassano ricevendo 3 Farman ed un osservatore.
Il 3 luglio il Farman del Sottotenente Ugo Niutta e del Tenente osservatore Cesare Franceschini è attaccato da 2 aerei che lo abbattono ad Ospitaletto.
Il 5 luglio arrivano 3 piloti e l'8 luglio un Farman attacca un nemico che si abbassa sul Monte Verena.
Il 30 luglio torna a Chiasiellis nel I Gruppo ed il 18 agosto un temporale rompe 4 hangar rendendo non operativi 3 aerei.
Il 17 novembre il comando passa al Cap. Giuseppe Neri. 
Nel 1916 l'unità ha svolto 340 voli di guerra, dei quali 24 da bombardamento sganciando 72 bombe effettuando 560 fotografie.
Il 1º gennaio 1917 la squadriglia dispone di 7 aerei, 9 piloti, 5 osservatori e 2 mitraglieri ed il 10 marzo viene sciolta, come le altre unità Farman che operavano sul Carso, e versa 4 Farman all'Aeroporto di Taliedo dopo aver svolto nel 1917 51 voli di guerra.
La 28ª bis viene rinasce il 7 luglio successivo sui Savoia-Pomilio SP.2 e Savoia-Pomilio SP.3 al Centro Formazione Squadriglie del Campo di aviazione di Arcade comandata dal Cap. Alfredo Mangiarotti e 7 piloti.
Il 9 luglio l'unità va a Chiasiellis ricevendo 3 osservatori ed il 15 luglio a Santa Maria la Longa.
Il 21 luglio entra nel V Gruppo per il Comando di Artiglieria dell'XI Corpo d'Armata e dal 18 al 31 svolge 22 bombardamenti su Opicina e Duttogliano.
Il 23 agosto 4 aerei bombardano l'Hermada ed alcuni si abbassano a mitragliare le truppe compiendo solo in agosto 22 bombardamenti sganciando 80 bombe effettuando 20 collegamenti con la fanteria e 5 fotoricognizioni.
Nell'ambito della Battaglia di Caporetto il 25 ottobre 4 aerei bombardano con i Voisin III della 25ª Squadriglia le truppe a Tolmino ma un S.P.3 cade nelle linee nemiche ed il 27 ottobre ripiega su Comina (Friuli-Venezia Giulia) ed il 29 su Arcade al comando interinale del Cap. Valerio Valeriani.
Il 3 novembre avanza a Tessera (Venezia) con 3 aerei ed il 9 novembre a Marcon.
Il 15 dicembre il comando interinale va al Tenente Ernesto Valsecchi che dispone di altri 3 piloti e 13 osservatori fino all'arrivo nel mese stesso del Cap. Pier Luigi Bardella.
Nel 1917 il reparto ha svolto 99 voli di guerra.
Il 1º gennaio 1918 dispone di 6 piloti e 4 osservatori per 2 S.P.3 e rimasta senza velivoli riceve 2 Savoia Pomilio dalla 23ª Squadriglia.
Il 3 febbraio arrivano i primi SIA 7b1 che danno inizio ad una serie di incidenti di volo ed il 4 aprile il comando passa al Cap. Vincenzo Russo.
Dal 3 aprile all'11 maggio i suoi SIA non volano per ispezione e sostituzione cavi con quelli da 35 mm ed al termine 7 SIA tornano operativi ma si verificano altri incidenti.
Nell'ambito della Battaglia del solstizio si avvale mediamente di 3 aerei operativi su 8 compiendo 56 voli di guerra, lanciando 96 bombe ed il 24 giugno viene radiato il SIA.
Il 5 luglio arrivano i primi 2 Pomilio PE per 12 piloti ed altri 18 PE arrivano nello stesso mese.
Il 24 luglio un bombardamento nemico rompe l'hangar e 7 PE costringendo il reparto a spostarsi con 2 PE a Malcontenta e riutilizza 2 vecchi S.P.3.
Poi arrivano altri 4 PE ed il 17 ottobre 5 aerei partecipano al lancio di viveri alle nostre truppe isolate all'Isola Procida sul Piave.
Poi passa sotto la 10ª Armata mista italo-inglese con 11 PE e 2 S.P.3 e nella Battaglia di Vittorio Veneto svolge 69 voli di guerra, 482 fotografie, lanciando 238 spezzoni e sparando migliaia di colpi con le mitragliatrici.
Il 28 novembre 1918 viene sciolta versando alla 38ª Squadriglia 5 PE ed i 2 S.P.3 al magazzino dopo aver svolto nel 1918 247 voli di guerra e perso 44 aerei da luglio 1917 per motivi vari.

### Il dopoguerra
Rinasce l'1 Giugno 1924 nella Regia Aeronautica all'Aeroporto di Pisa-San Giusto con apparecchi Ansaldo A.300.4 comandata dal Ten. Federico Frezzan e dal 1º luglio successivo dal Ten. Vittorio Marchesi.
Il 3 aprile 1927 il Cap. Marchesi lascia il comando al Cap. Guglielmo Mondini.
Al 30 aprile 1927 era nel 62º Gruppo Aeroplani nel 21º Stormo di Bologna sugli Ansaldo A.300 ed il 1º ottobre successivo il comando interinale va al Ten. Ugo Nocentini che lo cede il 7 novembre al Cap. Erminio Ermo per riassumerlo il 23 marzo 1928.
Il successivo 22 maggio il comando viene assunto dal Cap. Enrico Pezzi.
Il 15 gennaio 1929 il 62º Gruppo passa nel 19º Stormo da Ricognizione ed al 31 luglio 1930 la Squadriglia è formata da 6 aerei A.300/6 e 4 aerei IMAM Ro.1. 
Il 10 ottobre 1931 il comando interinale passa al Ten. Nicola Di Mauro.
Al 1º marzo 1932 è nel 71º Gruppo Volo dell'aeroporto di Roma sugli Ro.1 nel 21º Stormo.

### Seconda guerra mondiale
Al 10 giugno 1940 era all'Aeroporto di Lucca-Tassignano nel 62º Gruppo Osservazione Aerea per l'8ª Armata nell'Aviazione Ausiliaria per l'Esercito con 7 IMAM Ro.37.